# Marinus Vertregt
Marinus Vertregt (19 de abril de 1897 – 1 de mayo de 1973) fue un astrónomo holandés que contribuyó al desarrollo teórico de los primeros modelos de satélites de características minimizadas en órbita terrestre.

## Primeros años
Vertregt nació en Dordrecht, Países Bajos. Tras completar la escuela elemental, se formó en una Escuela Técnica Superior, especializándose en los procesos de la fabricación del azúcar.
En 1917 partió hacia las Indias Orientales Neerlandesas (actualmente Indonesia), donde trabajó en varias fábricas de azúcar de la compañía Handels Vereeniging Amsterdam (H.V.A.) como químico, pasando a dirigir su departamento tres años después.
Más adelante, en 1935, se empleó en las plantaciones de las fábricas de la misma compañía, siendo nombrado director de la propiedad de la azucarera de Minggiran en Java. En 1923 se había casado con Hillegonda Hendrika van Donkelaar, y en 1928 nació su hija Angenita. 
En 1943, durante la Segunda Guerra Mundial, Vertregt, su mujer y su hija fueron internados en un campo de prisioneros japonés, hasta su liberación en 1945. Durante este periodo permaneció separado de su familia por la segregación entre hombres y mujeres de los campos japoneses. En 1947 regresó a Indonesia para hacerse cargo de la dirección de la fábrica de azúcar más grande de Java, en Djatiroto. En 1950 se retiró con una pensión y volvió a Holanda.
La H.V.A. le propuso en 1951 dirigir la fundación de una azucarera en Wonji, Etiopía. Después de un año, muy a su pesar, se vio forzado a retirarse debido a una enfermedad.

## Carrera en astronomía
Tras su regreso a Holanda, Vertregt buscó otra ocupación y en 1952 se convirtió en director del recién fundado Instituto de Cursos Técnicos, una organización filial del Bond voor Materialenkennis (Sociedad para el Conocimiento de Materiales). Comenzando con 25 alumnos, el Instituto alcanzó los 2600 después de unos cuantos años. 
En su juventud Vertregt había estado interesado en la astronomía y en otras ciencias, y poco después de su repatriación se centró en la astronáutica. En 1953 se hizo miembro de la Sociedad Interplanetaria Británica (B.I.S.) y de la Nederlandse Vereniging voor Ruimtevaart (Sociedad Astronáutica Holandesa). Ese mismo año el profesor estadounidense S.F. Singer lanzó la idea del Mouse (Mínimo Satélite Orbital Terrestre no Tripulado). Vertregt estudió su diseño a petición de la NVR. Esto condujo en 1954 a un modelo muy mejorado, capaz de circunvalar la Tierra durante un año. El nuevo diseño fue denominado Muis (ratón en holandés). Planteaba utilizar un cohete de cuatro etapas, capaz de situar el satélite en una órbita a una altura de 500 km.
En 1958 fue nombrado miembro del BIS gracias a varios artículos científicos originales publicados en la Revista de la Sociedad Interplanetaria Británica. En 1959 apareció su libro Grondbeginselen van de Ruimtevaart, seguido en 1960 por una traducción inglesa: Principles of Astronautics y en 1965 por una segunda edición muy ampliada. La primera edición fue el primer libro en tratar el campo completo de la astronáutica de manera sucinta aunque científica. También se publicó una edición en ruso. En 1961 fue invitado al Primer Simposio Internacional de Astrodinámica Analítica, organizado por la Universidad de California. Tras el simposio ofreció una conferencia sobre Órbitas Interplanetarias al personal de la compañía aeronáutica Douglas. En 1964, después de 12 años como director del instituto,  se retiró definitivamente.
En 1970 resultó elegido Miembro Honorario de la Sociedad Astronáutica Holandesa, y ese mismo año Miembro Honorario del Bond voor Materialenkennis. Publicó numerosos artículos en la Revista del B.I.S. y en la revista británica Spaceflight, así como en Astronautica Acta y en distintos periódicos holandeses. Además, fue conferenciante en varios Congresos Astronáuticos Internacionales. 
Apasionado de las civilizaciones antiguas y de su cultura, escribió una historia de la civilización de los países de la Europa Mediterránea y Occidental en su libro titulado The Threefold Way. También diseñó un Calendario Marciano.
Marinus Vertregt murió en 1973 en Sliedrecht, Holanda.

## Eponimia
- En 1979 se le dedicó el cráter lunar Vertregt a petición de la Sociedad Astronautica Holandesa.[1]